# Disco 2
Disco 2 es el octavo álbum del dúo británico de música electrónica Pet Shop Boys.  Lanzado el 12 de septiembre de 1994 por Parlophone Records, consiste de remixes de canciones de su álbum de 1993 Very y lados B recientes.

## Álbum
Era un intento por tener en vitrina remixes recientes y posiblemente recrear algo del éxito crítico de la temprana colección de remixes Disco, sin embargo Disco 2 es uno de los álbumes de Pet Shop Boys pobremente recibidos por críticos y fanes. Las pistas en el CD fueron mezcladas en un largo y continuo megamix por el DJ Danny Rampling. Como resultado, muchas de las pistas están en versiones editadas, habiendo sido cortadas dentro de un crossfade en las pistas siguientes (como lo puede hacer un DJ mientras mezcla música en vivo): Algunas de las pistas fueron reducidas a más de la mitad de sus duraciones originales en esta forma. En adición, algunas pistas fueron aceleradas y retardadas, para poder coincidir con el tempo total de la mezcla.
Originalmente, los Pet Shop Boys planearon lanzar una edición expandida del álbum limitado de 1993, Relentless mezclado con sus remixes favoritos y contrataron a Danny Rampling para intentar un megamix de pistas y remixes de Relentless, pero no estuvieron felices con los resultados.
Una edición limitada del álbum fue lanzada en los EE. UU. y contenía un segundo CD con lados B y remixes adicionales.

## Lista de canciones

### Disco 2
1. "Absolutely Fabulous" (Rollo Our Tribe Tongue-In Cheek Mix) – 0:29
2. "I Wouldn't Normally Do This Kind of Thing" (Beatmasters Extended Nude Mix) – 4:15
3. "I Wouldn't Normally Do This Kind of Thing" (DJ Pierre Wild Pitch Mix) – 2:59
4. "Go West" (Farley & Heller Mix) – 3:40
5. "Liberation" (E Smoove 12" Mix) – 6:09
6. "So Hard" (Morales Red Zone Mix) – 2:48
7. "Can You Forgive Her?" (Rollo Dub) – 4:03
8. "Yesterday, When I Was Mad" (Junior Vásquez Fabulous Dub) – 4:54
9. "Absolutely Fabulous" (Rollo Our Tribe Tongue-In Cheek Mix) – 6:01
10. "Yesterday, When I Was Mad" (Coconut 1 12" Mix) – 2:12
11. "Yesterday, When I Was Mad" (Jam & Spoon Mix) – 5:01
12. "We All Feel Better In The Dark" (Brothers In Rhythm After Hours Climax Mix) – 5:21

### CD extra edición limitada EE. UU.
1. "Decadence" – 3:55
2. "Some speculation" – 6:33
3. "Euroboy" – 4:28
4. "Yesterday, when I was mad" (RAF Zone Dub Mix) – 5:37
5. "I wouldn't normally do this kind of thing" (7" Mix) – 4:45[1]